# ناير بيلو
ناير بيلو (بالبرتغالية: Nair Bello‏) هي ممثلة برازيلية، ولدت في 28 أبريل 1931 في ساو باولو في البرازيل، وتوفي بنفس المكان في 17 أبريل 2007.

## وصلات خارجية
- ناير بيلو على موقع IMDb (الإنجليزية)
- ناير بيلو على موقع قاعدة بيانات الفيلم (الإنجليزية)